# Phạm Biên Cương
Phạm Biên Cương (sinh năm 1960) là đại biểu Quốc hội Việt Nam khóa 13, thuộc đoàn đại biểu An Giang.

## Tiểu sử
Ngày sinh: 10/7/1960
Giới tính: Nam
Dân tộc: Kinh
Tôn giáo: Không
Quê quán: Xã An Phú, huyện Tịnh Biên, An Giang
Trình độ chính trị: Cử nhân chính trị
Trình độ chuyên môn: Kỹ sư thủy lợi; Cử nhân kinh tế
Nghề nghiệp, chức vụ: Phó Bí thư Thường trực Tỉnh ủy, Trưởng đoàn đại biểu Quốc hội tỉnh An Giang
Nơi làm việc: Văn phòng tỉnh ủy An Giang
Ngày vào đảng: 26/7/1985
Nơi ứng cử: An Giang
Đại biểu Quốc hội khoá: XIII
Đại biểu chuyên trách: Không
Đại biểu Hội đồng nhân dân: Đại biểu HĐND cấp huyện (2004-2011)